# Пирон
 Тази статия е за крепежния елемент.  За древногръцкия философ вижте Пирон от Елида.  
Пирон или гвоздей е крепежен елемент – в съвремието (20.-21. век) обикновено с цилиндрична форма, като единият му край е заострен, а другият най-често има по-широка глава.
Масово използваните пирони са изготвени от нисковъглеродна мека стомана, но за специални цели се използват и пирони от неръждаема стомана, месинг, алуминий и други материали.
Заковаването с пирон обикновено става с помощта на чук или на специален пистолет, действащ със сгъстен въздух или малки заряди експлозив. Пиронът свързва елементите чрез триене по направление на оста си и чрез якостта си на срязване, напречно на оста си. Понякога върхът на пироните се изкривява, за да предотврати изваждане, което се постига и с коване под наклон. Когато се свързват дървени елементи по този начин, майсторите „подбиват“ върха на пирона, за да не се предизвика появата на пукнатини в конструкцията. В други случаи, за да се извади по-лесно пиронът при нужда (постижимо обикновено с помощта на клещи), се извива горната му част или той не се забива докрай.
Клинци се наричат гвоздеите за коване на конски подкови, като при тях е запазена традиционната форма.

## История
Желязо за пирони, използвани от строителните работници на царете Давид и Соломон, е споменато в Библията.
Пирони са употребявани и в Римската империя.
До края на 18 век са изработвани само с ръчно коване и с правоъгълен профил. През 19 век, са изобретени машини, произвеждащи пирони от цилиндрична заготовка /тел, но методът не е повсеместно възприет веднага и ръчната изработка на пирони, известно време продължава да се прилага, въпреки разпространението му.